# Xena (chi ruồi)
Xena là một chi ruồi trong họ Chloropidae.

## Các loài
- Xena straminea Nartshuk, 1964

Danh sách này không đầy đủ, bạn cũng có thể giúp mở rộng danh sách.